# Шайдаков, Борис Петрович
Борис Петрович Шайдаков — советский инженер-механик, партийный деятель.

## Биография
Родился в 1928 году в Ворсме. В 1955 году закончил Горьковский политехнический институт.
С 1955 года — на хозяйственной, общественной и политической работе. В 1955—1990 гг. — мастер, старший мастер, начальник первого судомонтажного цеха завода, ответственный сдатчик гражданских судов, секретарь парткома завода «Красное Сормово», первый секретарь Сормовского райкома КПСС города Горького.
За создание и серийное строительство судов нового класса смешанного плавания река — море и за осуществление высокоэффективных бесперевалочных перевозок грузов на внешнеторговых и внутрисоюзных линиях был в составе коллектива удостоен Государственной премии СССР в области науки и техники 1972 года.
Член КПСС с 1961 года. Делегат XXV съезда КПСС и XIX партконференции.
Умер в Горьком в 1990 году.